# Correlação de Lee-Kesler
A correlação de Lee-Kesler
permite a estimativa da pressão de vapor Ps de uma substância qualquer a uma dada temperatura T, a partir de sua pressão crítica Pc, temperatura crítica Tc e fator acêntrico ω, através das seguintes relações:
{\displaystyle \ln P_{r}=f^{(0)}+\omega \cdot f^{(1)}}
{\displaystyle f^{(0)}=5,92714-{\frac {6,09648}{T_{r}}}-1,28862\cdot \ln T_{r}+0,169347\cdot T_{r}^{6}}
{\displaystyle f^{(1)}=15,2518-{\frac {15,6875}{T_{r}}}-13,4721\cdot \ln T_{r}+0,43577\cdot T_{r}^{6}}
com
{\displaystyle P_{r}={\frac {P}{P_{c}}}} (pressão reduzida) e {\displaystyle T_{r}={\frac {T}{T_{c}}}} (temperatura reduzida)
O erro cometido para substâncias polares e pequenas pressões é de até 10%, sendo a estimativa, em geral, menor do que a pressão de vapor real. Para pressões acima de 1 bar, o erro é menor que 2%. 